# Grand Prix automobile de Long Beach 2018
Navigation
Édition précédente Édition suivante
Le Grand Prix automobile de Long Beach 2018 (officiellement appelé le 2018 BUBBA Burger Sports Car Grand Prix at Long Beach) a été une course de voitures de sport organisée sur le circuit urbain de Long Beach en Californie, aux États-Unis, qui s'est déroulée le 14 avril 2018 dans le cadre du Grand Prix de Long Beach. Il s'agissait de la troisième manche du championnat WeatherTech SportsCar Championship 2018 et seules les catégories Prototype et GT Le Mans y ont participé. Après avoir disputé les deux épreuves les plus longues du championnat, les 24 Heures de Daytona et les 12 Heures de Sebring, les écuries ont participé à la course a été la plus courte du championnat WeatherTech SportsCar Championship 2018.

## Circuit

Circuit urbain de Long Beach

Le Grand Prix automobile de Long Beach 2018 se déroulent sur le Circuit urbain de Long Beach situé en Californie. Il s'agit d'un circuit automobile temporaire tracé dans les rues de la ville de Long Beach. Du fait de sa situation urbaine et en bord de mer, le circuit a été surnommé par les médias « Monaco of the West » (« Le Monaco de l'ouest »), en référence au célèbre circuit de Monaco.

## Contexte avant la course

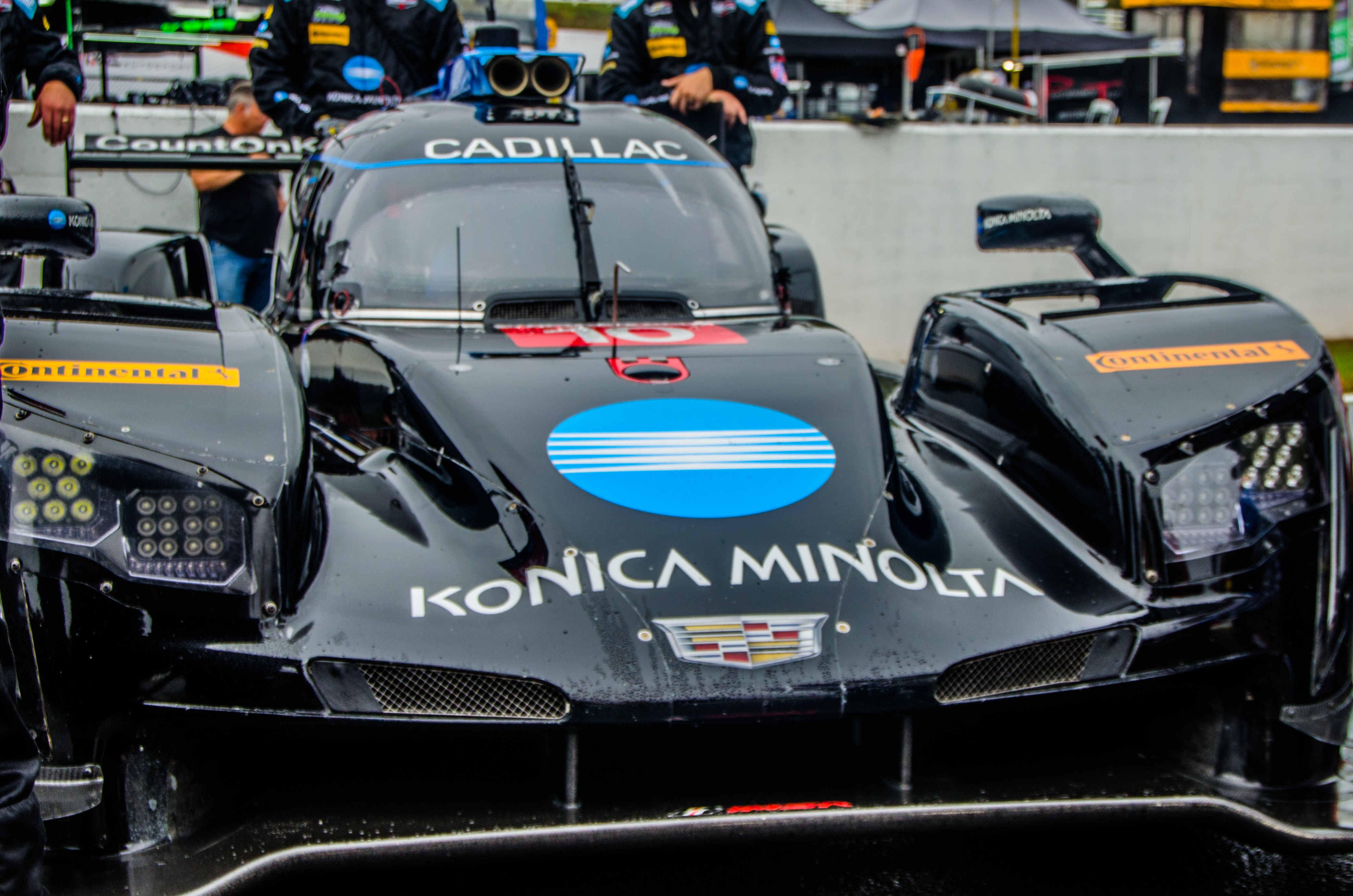
Cadillac DPi-V.R du Wayne Taylor Racing

Wayne Taylor Racing tentera de décrocher sa quatrième victoire consécutive à Long Beach. BAR1 Motorsports, après avoir manqué la manche des 12 Heures de Sebring a de nouveau été absent pour cette manche. La plus grande absence dans la classe prototype aura été la Cadillac DPi-V.R du Spirit of Daytona Racing qui avait été sévèrement endommagée lors d'une sortie de piste de Tristan Vautier lors des 12 Heures de Sebring. Dans la classe GT Le Mans, le grand absence aura été la Ferrari 488 GTE Evo du Risi Competizione qui a mis sa saison en suspens.
D'un point de vue performance, lors des 24 Heures de Daytona et les 12 Heures de Sebring, les prototypes répondant à la réglementation LMP2 n'avait pas été en mesure de rivaliser en performances avec les prototypes répondant à la réglementation Daytona Prototype International (DPi). De ce fait, la Balance de Performance (BOP) a été ajustée. Les Voitures DPi ayant un moteur turbocompressé ont vu la pression de celui-ci limité. Les voitures ayant un moteur atmosphérique auront un restricteur de dimension plus réduite par rapport aux courses précédentes. La capacité des réservoirs a également été revue à la baisse pour les DPi.
Dans la classe GT Le Mans, les BMW M8 GTE ont également vu les performances de leur moteur turbocompressé évoluée avec une réduction de la pression de suralimentation.

## Engagés
La liste officielle des engagés était composée de 22 voitures, dont 14 en Prototypes et 8 en Grand Touring Le Mans. La catégorie Grand Touring Daytona ne participe pas à cette manche.

## Essais libres

### Première séance, le vendredi de 07 h 40 à 09 h 40

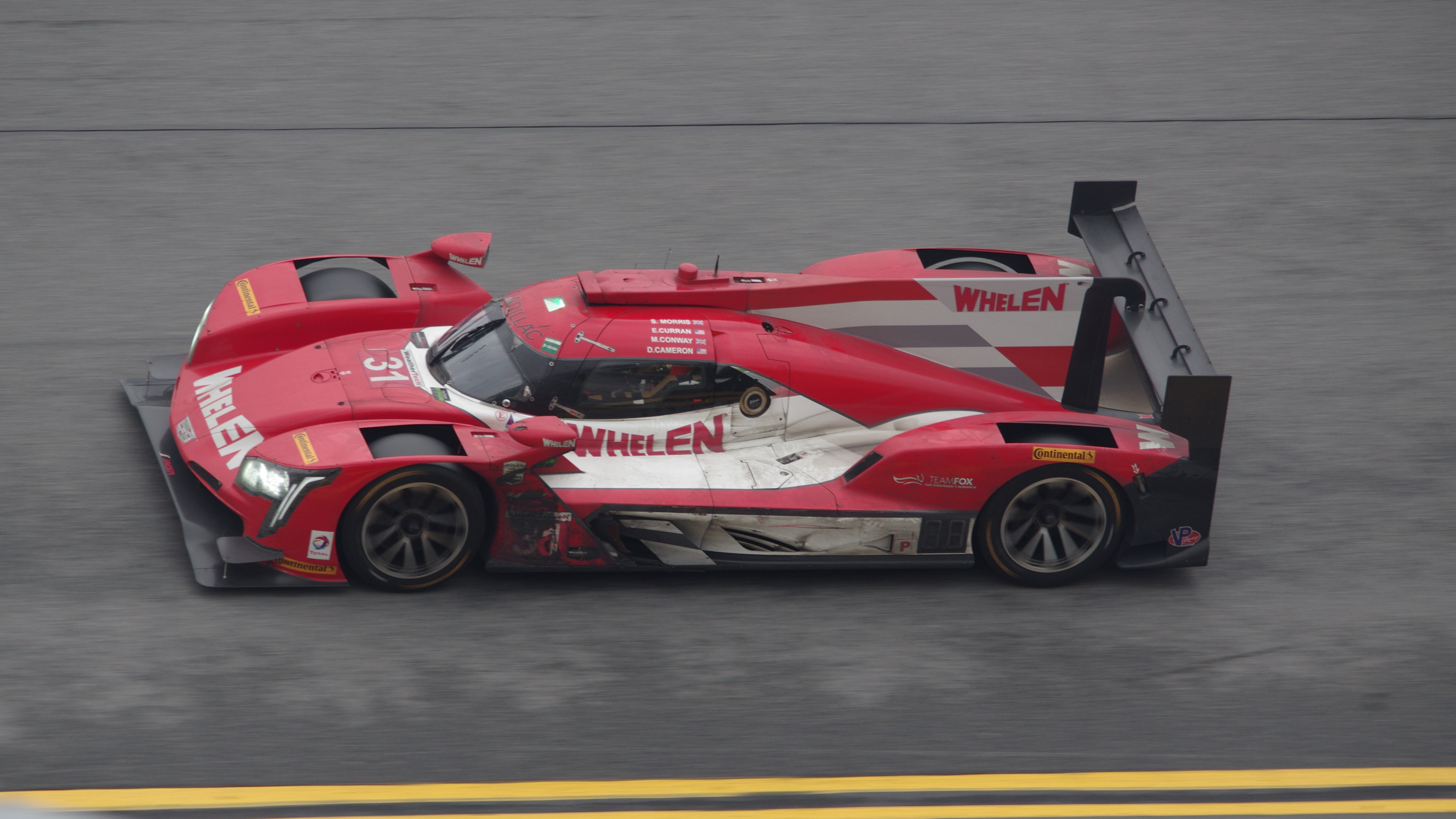
Cadillac DPi-V.R du Whelen Engineering Racing

La catégorie prototype a été extrêmement disputée avec les 9 premières voitures dans la même seconde. Felipe Nasr a réalisé le tour le plus rapide en 1 min 13 s 582, au volant de la Cadillac DPi-V.R no 31 de l'écurie Whelen Engineering Racing, en devançant son compatriote Hélio Castroneves dans les dernières minutes de la première séance d'essais libres. Au même moment, le coéquipier de Felipe Nasr, Filipe Albuquerque, a également amélioré son temps pour prendre la seconde place dans la Cadillac DPi-V.R no 5 de l'écurie Mustang Sampling Racing en repoussant ainsi l'Acura ARX-05 à la troisième place. Oliver Jarvis, en réalisant le quatrième temps, a permis d'avoir un troisième constructeur DPi dans les quatre premiers, en inscrivant la Mazda RT24-P no 77 du Mazda Team Joest avec un temps de 1 min 13 s 743. Le vainqueur des trois dernière éditions de la course, Jordan Taylor, a terminé en cinquième position avec la Cadillac DPi-V.R no 10. Malgré la revue de la Balance of Performance, les DPis ont dominé la catégorie prototype en s'adjugeant les neuf premières places. La première voiture LMP2, l'Oreca 07 du JDC Miller Motorsports se retrouve a près de 1,2 seconde de temps de référence réalisé par Felipe Nasr.
La catégorie GTLM, comme pour les prototypes, a été très disputée avec 5 voitures dans la même seconde. C'est finalement le team Ford Chip Ganassi Racing qui réalisa les premier et deuxième temps avec ses Ford GT avec un écart de 0,095 secondes entre Ryan Briscoe et Dirk Müller. Elles seront suivi par les Porsche 911 RSR en troisième et quatrième position.
La séance a été perturbée par 2 drapeaux rouges. Le premier à la cinquante-et-unième minute lorsque Nick Tandy a touché le mur dans le virage 9 et a délogé un panneau de commanditaire. Nick Tandy a été capable de rentrer aux stands, avec de légers dommages à la carrosserie arrière gauche et au diffuseur. Seulement 10 minutes après la reprise de la séance d'essai, Colin Braun a touché le mur dans le virage 8 engendrant ainsi le second drapeau rouge. Lors de ce choc, la voiture no 54 de l'écurie CORE Autosport a cassé son phare avant gauche et a perdu quelques éléments,.
| Pos. | Classe | N°  | Écurie                    | Temps                        | Tours |
| ---- | ------ | --- | ------------------------- | ---------------------------- | ----- |
| 1    | P      | 31  | Whelen Engineering Racing | 1 min 13 s 582 (au 64e tour) | 65    |
| 2    | P      | 5   | Mustang Sampling Racing   | 1 min 13 s 675 (au 73e tour) | 73    |
| 3    | P      | 7   | Acura Team Penske         | 1 min 13 s 635 (au 38e tour) | 53    |
| 15   | GTLM   | 67  | Ford Chip Ganassi Racing  | 1 min 17 s 898 (au 49e tour) | 56    |
| 16   | GTLM   | 66  | Ford Chip Ganassi Racing  | 1 min 17 s 993 (au 51e tour) | 54    |
| 17   | GTLM   | 912 | Porsche GT Team           | 1 min 18 s 012 (au 34e tour) | 53    |

### Deuxième séance, le vendredi de 16 h 45 à 17 h 30
Dans la catégorie prototype, Juan Pablo Montoya a réalisé le meilleur temps de cette séance d'essais libres avec l'Acura ARX-05 de l'écurie Acura Team Penske. En GTLM, La Chevrolet Corvette C7.R no 4 du Corvette Racing aux mains d'Oliver réalisa le meilleur temps devant les deux Porsche 911 RSR menée par Laurens Vanthoor.
Cette séance de 45 minutes a été perturbée par deux drapeaux rouges. En effet, Eric Curran a touché le mur en deux occasions successives avec la Cadillac DPi-V.R no 31 de l'écurie Whelen Engineering Racing. La seconde touchette endommagea sérieusement la voiture car l'arrière de celle-ci resta sur la piste et engendra ainsi la sortie du premier drapeau rouge. Plus tard dans la séance, à la suite de l'arrêt de l'Oreca 07 de l'écurie JDC Miller Motorsports en pleine piste, le second drapeau rouge a été sorti. En plus de l'incident d'Eric Curran, d'autres pilotes ont touché les barrières de béton dans cette séance, y compris la BMW M8 GTE n°24 et la Nissan Onroak DPi no 2. La Mazda RT24-P de l'écurie Mazda Team Joest a rencontré en plusieurs occasions des problèmes de démarrage du moteur lorsqu'elle se trouvait dans les stands,.
| Pos. | Classe | N°  | Équipe                    | Temps                        | Tours |
| ---- | ------ | --- | ------------------------- | ---------------------------- | ----- |
| 1    | P      | 6   | Acura Team Penske         | 1 min 13 s 160 (au 18e tour) | 18    |
| 2    | P      | 31  | Whelen Engineering Racing | 1 min 13 s 210 (au 8e tour)  | 22    |
| 3    | P      | 7   | Acura Team Penske         | 1 min 13 s 217 (au 5e tour)  | 23    |
| 15   | GTLM   | 4   | Corvette Racing           | 1 min 17 s 571 (au 7e tour)  | 22    |
| 16   | GTLM   | 912 | Porsche GT Team           | 1 min 17 s 596 (au 9e tour)  | 26    |
| 17   | GTLM   | 911 | Porsche GT Team           | 1 min 17 s 606 (au 24e tour) | 25    |

## Qualifications
Dans la catégorie prototype, bien que Juan Pablo Montoya n'ait réalisé que 8 tours par rapport aux autres prototypes qui ont réalisé entre 11 et 12 tours, il a battu le record de la piste avec l'Acura ARX-05 de l'écurie Acura Team Penske afin de se positionner en pole position. Durant la majeure partie de la séance, la seconde Acura ARX-05 aux mains de Helio Castroneves était en seconde position avant d'être rétrogradé à la quatrième place dans les dernières minutes de la séance. Felipe Nasr a terminé à la deuxième place avec la Cadillac DPi-V.R no 31 du Whelen Engineering Racing suivie de Harry Tincknell avec la Mazda RT24-P no 55 du Mazda Team Joest. Gustavo Yacamán a été le pilote le plus rapide avec une LMP2 en qualifiant la Ligier JS P217 no 52 du AFS/PR1 Mathiasen Motorsports à près de 2,5 secondes du temps de référence réalisé par Juan Pablo Montoya. L'Oreca 07 no 85 du JDC Miller Motorsports n'a pas participé à la séance de qualification à la suite des problèmes rencontrés durant la précédente séance d'essais libres.
En GTLM, Joey Hand a réalisé un tour de piste de 1 min 16 s 869 dans les dernières secondes de la séance pour s'emparer de la pole position avec la Ford GT no 66 du Ford Chip Ganassi Racing. Ce temps a pris par surprise les pilotes du Porsche GT Team qui avaient dominé jusque-là la séance,,.
| Pos. | Classe | N°  | Équipe                          | Pilote                | Temps          | Tours |
| ---- | ------ | --- | ------------------------------- | --------------------- | -------------- | ----- |
| 1    | P      | 6   | Acura Team Penske               | Juan Pablo Montoya    | 1 min 12 s 922 | 7     |
| 2    | P      | 31  | Whelen Engineering Racing       | Eric Curran           | 1 min 13 s 109 | 9     |
| 3    | P      | 55  | Mazda Team Joest                | Harry Tincknell       | 1 min 13 s 156 | 8     |
| 4    | P      | 7   | Acura Team Penske               | Hélio Castroneves     | 1 min 13 s 346 | 4     |
| 5    | P      | 5   | Mustang Sampling Racing         | João Barbosa          | 1 min 13 s 733 | 10    |
| 6    | P      | 10  | Konica Minolta Cadillac DPi-V.R | Renger van der Zande  | 1 min 13 s 880 | 12    |
| 7    | P      | 77  | Mazda Team Joest                | Tristan Nunez         | 1 min 13 s 929 | 9     |
| 8    | P      | 2   | Tequila Patrón ESM              | Scott Sharp           | 1 min 14 s 177 | 12    |
| 9    | P      | 52  | AFS/PR1 Mathiasen Motorsports   | Gustavo Yacamán       | 1 min 14 s 622 | 12    |
| 10   | P      | 22  | Tequila Patrón ESM              | Johannes van Overbeek | 1 min 14 s 821 | 12    |
| 11   | P      | 38  | Performance Tech Motorsports    | Kyle Masson           | 1 min 15 s 764 | 10    |
| 12   | P      | 99  | JDC Miller Motorsports          | Mikhail Goikhberg     | 1 min 15 s 807 | 8     |
| 13   | GTLM   | 66  | Ford Chip Ganassi Racing        | Joey Hand             | 1 min 16 s 869 | 10    |
| 14   | GTLM   | 912 | Porsche GT Team                 | Laurens Vanthoor      | 1 min 17 s 013 | 4     |
| 15   | GTLM   | 911 | Porsche GT Team                 | Patrick Pilet         | 1 min 17 s 263 | 9     |
| 16   | GTLM   | 3   | Corvette Racing                 | Jan Magnussen         | 1 min 17 s 293 | 11    |
| 17   | GTLM   | 4   | Corvette Racing                 | Oliver Gavin          | 1 min 17 s 533 | 11    |
| 18   | GTLM   | 67  | Ford Chip Ganassi Racing        | Richard Westbrook     | 1 min 17 s 549 | 6     |
| 19   | P      | 54  | CORE Autosport                  | J. Bennett            | 1 min 17 s 672 | 10    |
| 20   | GTLM   | 25  | BMW Team RLL                    | Connor De Phillippi   | 1 min 18 s 153 | 4     |
| 21   | GTLM   | 24  | BMW Team RLL                    | Jesse Krohn           | 1 min 18 s 224 | 5     |
| 22   | P      | 85  | JDC Miller Motorsports          | pas de temps          | pas de temps   |       |

## Course

### Déroulement de l'épreuve

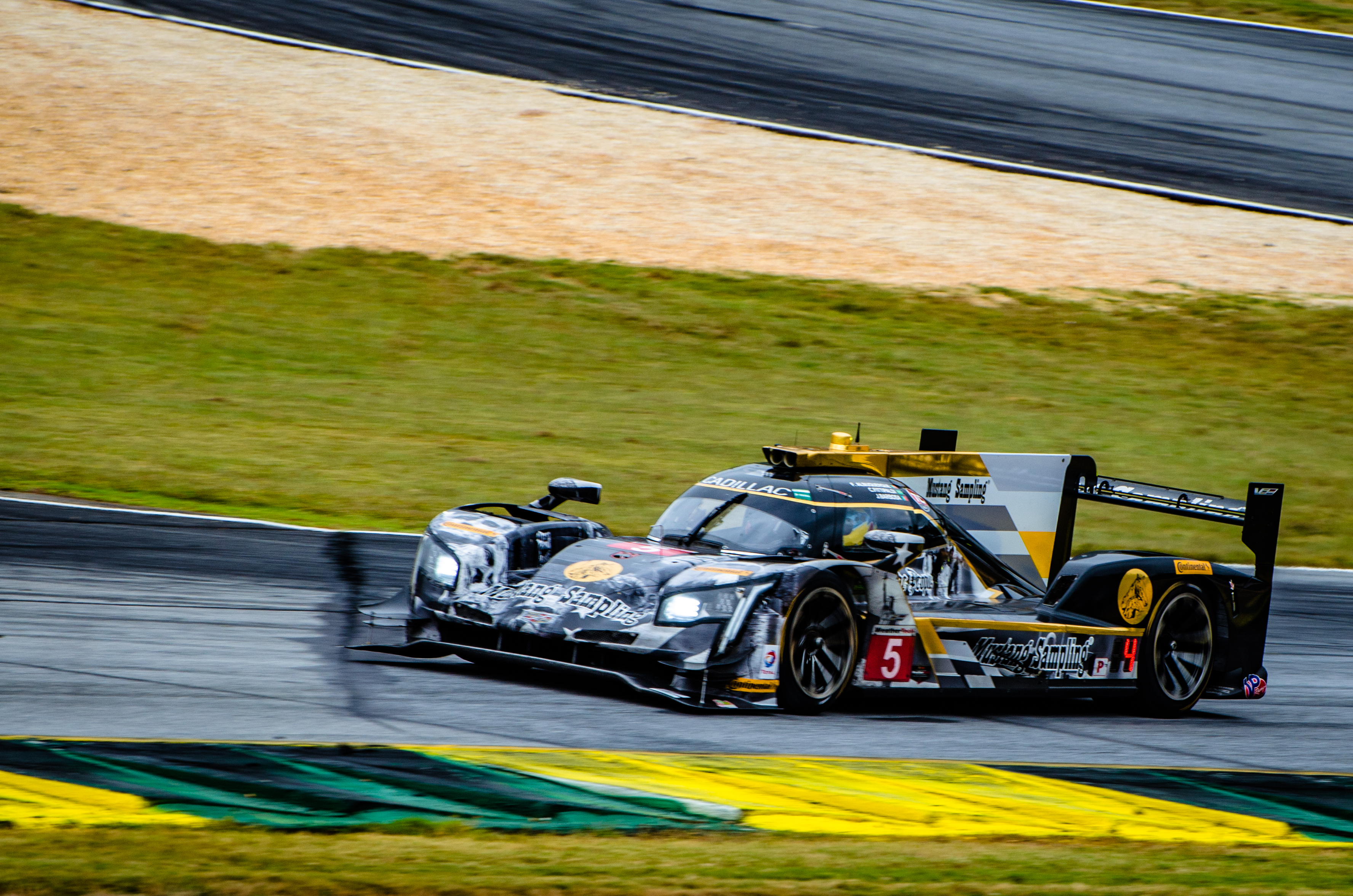
Cadillac DPi-V.R victorieuse du Mustang Sampling Racing

Le départ de l'épreuve a été mouvementé avec un accrochage au virage 2 entre l’Oreca 07 no 38 du Performance Tech Motorsports et la Ligier JS P217 no 52 de l'AFS/PR1 Mathiasen Motorsports. À la suite de ce contact, l’Oreca 07 n°38 dû abandonner pour cause de rupture de suspension. Cet incident a semé le trouble dans le peloton. En effet, Patrick Pilet, au volant de la Porsche 911 RSR du Porsche GT Team, a été surpris par le freinage de la Ford GT no 66 devant lui et le français a percuté fortement l’arrière de la Ford, endommageant ainsi le diffuseur arrière de cette dernière, mais également l’avant de sa voiture. À la suite de cela, Juan Pablo Montoya et Felipe Nasr ont animé le début de course dans la catégorie prototype et une fois que Felipe Nasr à trouver une ouverture pour dépasser l'Acura ARX-05, il a pris le large au volant de sa Cadillac DPi-V.R. À la suite de l'intervention de la voiture de sécurité causée par un tout droit de l’Oreca 07 no 85 du JDC Miller Motorsports, la très grande majorité des pilotes sont passés par les stands, sauf les deux premiers, qui ont préféré poursuivre. Cette stratégie décalée n’a pas du tout porté ses fruits car leurs arrêts au stand réalisés plus tard dans la course se sont réalisés sous le régime du drapeau vert et cela ne leur a pas permis de continuer de se battre pour la victoire. Le Mustang Sampling Racing a profité de cette erreur et grâce à l'arrêt au stand réalisé lorsque la voiture de sécurité était en piste, elle a pris le contrôle de la course dès que Juan Pablo Montoya et Felipe Nasr se sont arrêtés. Grâce à une bonne stratégie, la Nissan Onroak DPi no 2 du Tequila Patrón ESM qui était partie de la huitième position sur la grille, Ryan Dalziel et Scott Sharp ont réussi à grimper sur la deuxième marche du podium. La troisième place fût remportée par la Cadillac DPi-V.R no 10 du Konica Minolta Cadillac DPi-V.R qui n'a pas réussi à décrocher sa quatrième victoire consécutive à Long Beach.

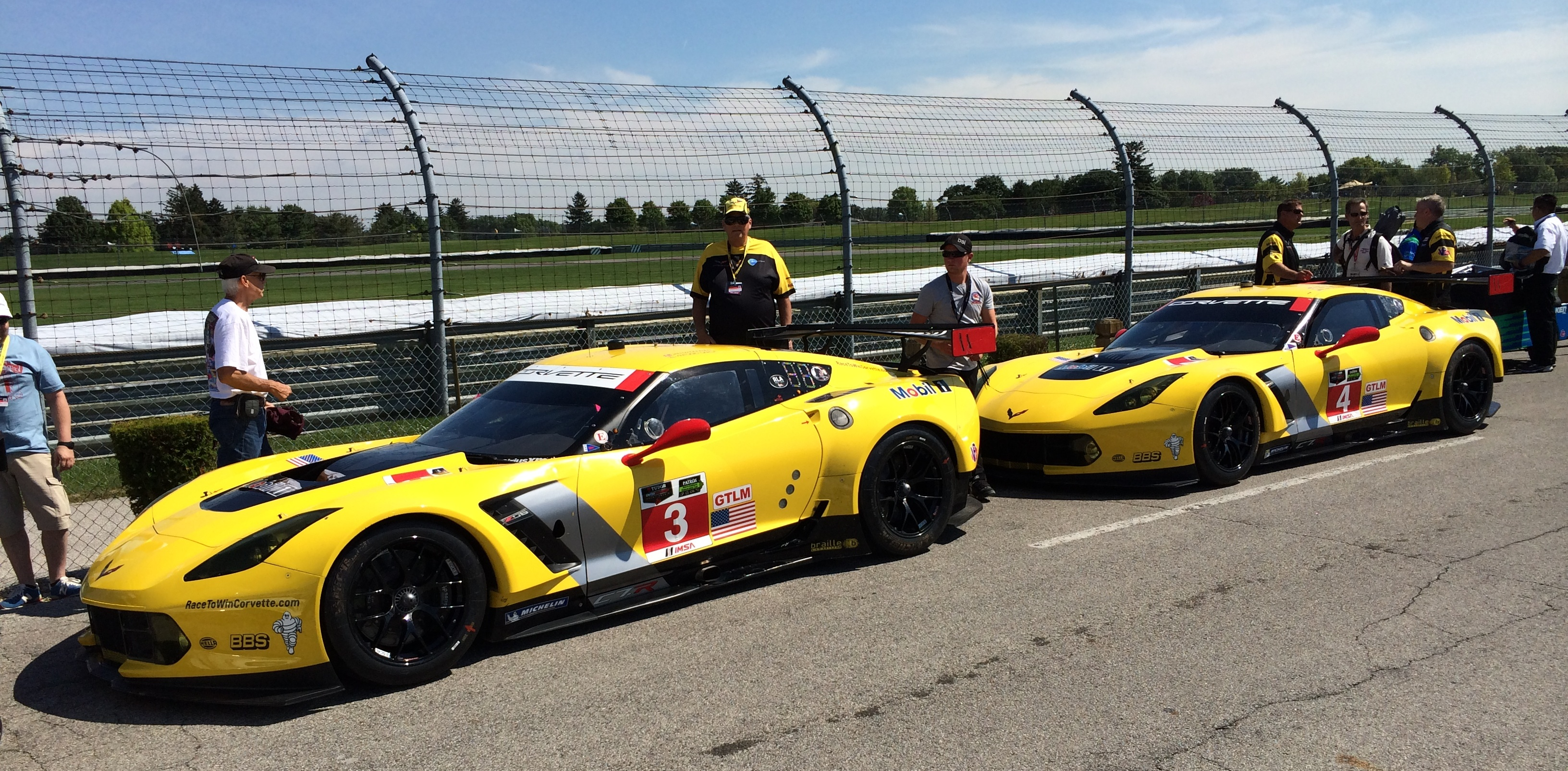
Chevrolet Corvette C7.R du Corvette Racing

En GTLM, les carrosseries des voitures ont travaillé dans chaque écurie à la suite des différentes touchettes réalisées durant la course. Dès le premier virage, Laurens Vanthoor, au volant de la Porsche 911 RSR du Porsche GT Team, a pris l’ascendant sur Joey Hand et sa Ford GT. À la suite de cela, Laurens Vanthoor et Earl Bamber a mené la catégorie pendant une bonne partie de la course. Malheureusement, à 20 minutes de la fin de l'épreuve, la voiture a connu une rupture de suspension avant droite en poussant l'équipage à abandonner. Tommy Milner et Oliver Gavin, avec la Chevrolet Corvette C7.R n°4, ont alors profité de cette mésaventure pour prendre les commandes de la catégorie et d'offrir à Corvette Racing sa première victoire pour la saison 2018. Les deux Ford GT n°67 et n°66, qui se sont battues pour la deuxième place, ont complété les deux autres marches du podium,,.

### Classement de la course

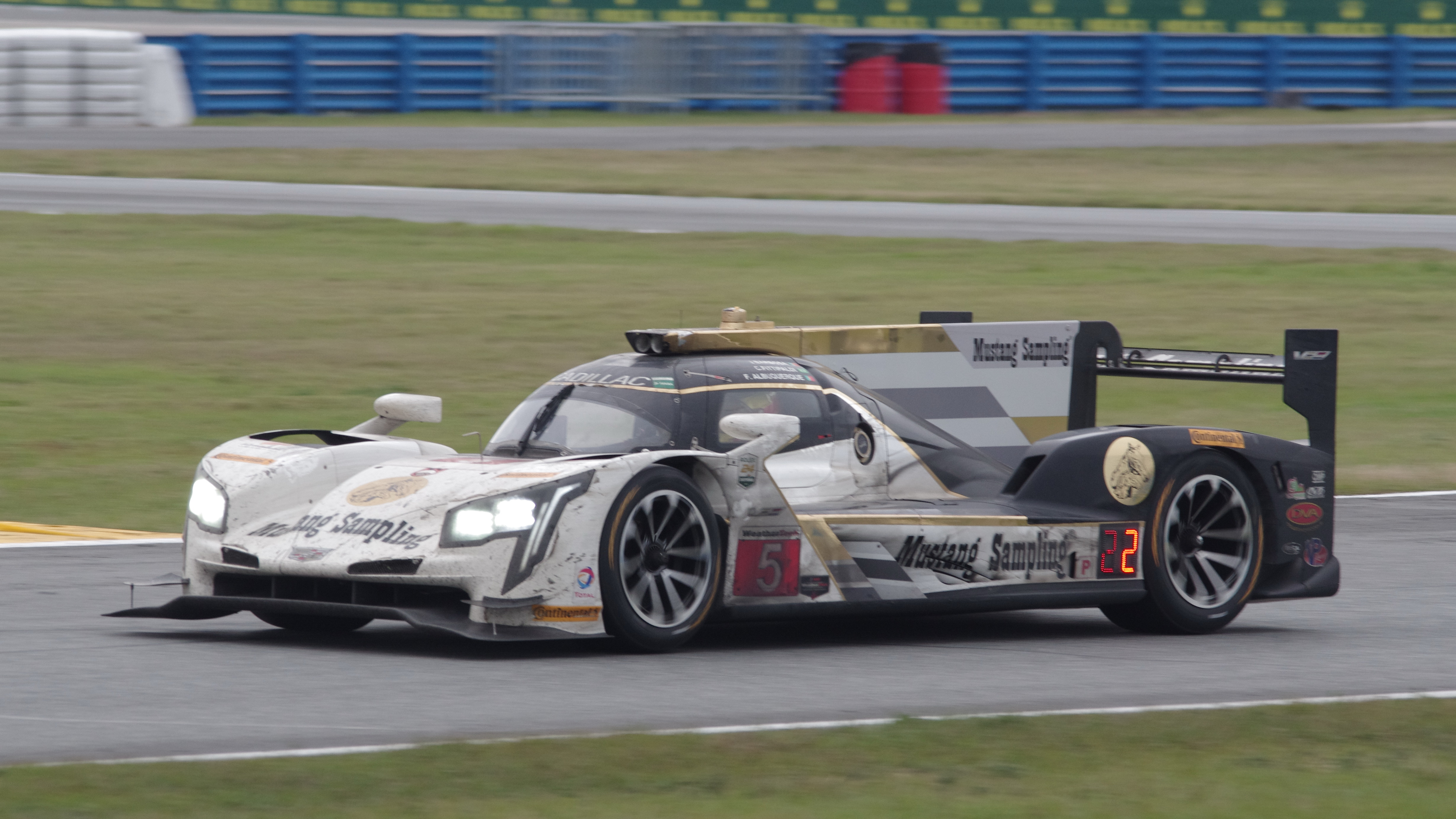
Cadillac DPi-V.R victorieuse du Mustang Sampling Racing

- Les vainqueurs de chaque catégorie sont signalés par un fond jaune.
- Pour la colonne Pneus, il faut passer le curseur au-dessus du modèle pour connaître le manufacturier de pneumatiques.

| Pos | Classe | no  | Écurie                          | Pilotes                            | Châssis                        | Pneus | Tours | Temps               |
| Pos | Classe | no  | Écurie                          | Pilotes                            | Moteur                         | Pneus | Tours | Temps               |
| --- | ------ | --- | ------------------------------- | ---------------------------------- | ------------------------------ | ----- | ----- | ------------------- |
| 1   | P      | 5   | Mustang Sampling Racing         | Filipe Albuquerque João Barbosa    | Cadillac DPi-V.R               | C     | 70    | 1 h 41 min 03 s 988 |
| 1   | P      | 5   | Mustang Sampling Racing         | Filipe Albuquerque João Barbosa    | Cadillac 5,5 l V8              | C     | 70    | 1 h 41 min 03 s 988 |
| 2   | P      | 2   | Tequila Patrón ESM              | Ryan Dalziel Scott Sharp           | Nissan Onroak DPi              | C     | 70    | + 4 s 766           |
| 2   | P      | 2   | Tequila Patrón ESM              | Ryan Dalziel Scott Sharp           | Nissan VR38DETT 3,8 l Turbo V6 | C     | 70    | + 4 s 766           |
| 3   | P      | 10  | Konica Minolta Cadillac DPi-V.R | Jordan Taylor Renger van der Zande | Cadillac DPi-V.R               | C     | 70    | + 5 s 249           |
| 3   | P      | 10  | Konica Minolta Cadillac DPi-V.R | Jordan Taylor Renger van der Zande | Cadillac 5,5 l V8              | C     | 70    | + 5 s 249           |
| 4   | P      | 77  | Mazda Team Joest                | Oliver Jarvis Tristan Nunez        | Mazda RT24-P                   | C     | 70    | + 6 s 748           |
| 4   | P      | 77  | Mazda Team Joest                | Oliver Jarvis Tristan Nunez        | Mazda MZ-2.0T 2,0 l I4 Turbo   | C     | 70    | + 6 s 748           |
| 5   | P      | 6   | Acura Team Penske               | Dane Cameron Juan Pablo Montoya    | Acura ARX-05                   | C     | 70    | + 10 s 537          |
| 5   | P      | 6   | Acura Team Penske               | Dane Cameron Juan Pablo Montoya    | Acura AR35TT 3,5 l V6 Turbo    | C     | 70    | + 10 s 537          |
| 6   | P      | 7   | Acura Team Penske               | Hélio Castroneves Ricky Taylor     | Acura ARX-05                   | C     | 70    | + 15 s 532          |
| 6   | P      | 7   | Acura Team Penske               | Hélio Castroneves Ricky Taylor     | Acura AR35TT 3,5 l V6 Turbo    | C     | 70    | + 15 s 532          |
| 7   | P      | 31  | Whelen Engineering Racing       | Eric Curran Felipe Nasr            | Cadillac DPi-V.R               | C     | 70    | + 16 s 340          |
| 7   | P      | 31  | Whelen Engineering Racing       | Eric Curran Felipe Nasr            | Cadillac 5,5 l V8              | C     | 70    | + 16 s 340          |
| 8   | P      | 99  | JDC Miller Motorsports          | Mikhail Goikhberg Stephen Simpson  | Oreca 07                       | C     | 70    | + 19 s 686          |
| 8   | P      | 99  | JDC Miller Motorsports          | Mikhail Goikhberg Stephen Simpson  | Gibson GK428 4,2 l V8          | C     | 70    | + 19 s 686          |
| 9   | P      | 55  | Mazda Team Joest                | Jonathan Bomarito Harry Tincknell  | Mazda RT24-P                   | C     | 70    | + 19 s 986          |
| 9   | P      | 55  | Mazda Team Joest                | Jonathan Bomarito Harry Tincknell  | Mazda MZ-2.0T 2,0 l I4 Turbo   | C     | 70    | + 19 s 986          |
| 10  | P      | 54  | CORE Autosport                  | Jon Bennett Colin Braun            | Oreca 07                       | C     | 70    | +1 min 09 s 441     |
| 10  | P      | 54  | CORE Autosport                  | Jon Bennett Colin Braun            | Gibson GK428 4,2 l V8          | C     | 70    | +1 min 09 s 441     |
| 11  | GTLM   | 4   | Corvette Racing                 | Oliver Gavin Tommy Milner          | Chevrolet Corvette C7.R        | M     | 69    | + 1 tour            |
| 11  | GTLM   | 4   | Corvette Racing                 | Oliver Gavin Tommy Milner          | Chevrolet LT 5,5 l V8          | M     | 69    | + 1 tour            |
| 12  | GTLM   | 67  | Ford Chip Ganassi Racing        | Ryan Briscoe Richard Westbrook     | Ford GT                        | M     | 69    | + 1 tour            |
| 12  | GTLM   | 67  | Ford Chip Ganassi Racing        | Ryan Briscoe Richard Westbrook     | Ford EcoBoost 3,5 l V6 Turbo   | M     | 69    | + 1 tour            |
| 13  | GTLM   | 66  | Ford Chip Ganassi Racing        | Joey Hand Dirk Müller              | Ford GT                        | M     | 69    | + 1 tour            |
| 13  | GTLM   | 66  | Ford Chip Ganassi Racing        | Joey Hand Dirk Müller              | Ford EcoBoost 3,5 l V6 Turbo   | M     | 69    | + 1 tour            |
| 14  | GTLM   | 3   | Corvette Racing                 | Antonio García Jan Magnussen       | Chevrolet Corvette C7.R        | M     | 69    | + 1 tour            |
| 14  | GTLM   | 3   | Corvette Racing                 | Antonio García Jan Magnussen       | Chevrolet LT 5,5 l V8          | M     | 69    | + 1 tour            |
| 15  | GTLM   | 24  | BMW Team RLL                    | John Edwards Jesse Krohn           | BMW M8 GTE                     | M     | 69    | + 1 tour            |
| 15  | GTLM   | 24  | BMW Team RLL                    | John Edwards Jesse Krohn           | BMW S63 4,0 l V8 Double Turbo  | M     | 69    | + 1 tour            |
| 16  | GTLM   | 911 | Porsche GT Team                 | Patrick Pilet Nick Tandy           | Porsche 911 RSR                | M     | 69    | + 1 tour            |
| 16  | GTLM   | 911 | Porsche GT Team                 | Patrick Pilet Nick Tandy           | Porsche 4,0 l Flat-6           | M     | 69    | + 1 tour            |
| 17  | P      | 52  | AFS/PR1 Mathiasen Motorsports   | Sebastián Saavedra Gustavo Yacamán | Ligier JS P217                 | C     | 68    | + 2 tours           |
| 17  | P      | 52  | AFS/PR1 Mathiasen Motorsports   | Sebastián Saavedra Gustavo Yacamán | Gibson GK428 4,2 l V8          | C     | 68    | + 2 tours           |
| 18  | GTLM   | 912 | Porsche GT Team                 | Earl Bamber Laurens Vanthoor       | Porsche 911 RSR                | M     | 52    | Abandon             |
| 18  | GTLM   | 912 | Porsche GT Team                 | Earl Bamber Laurens Vanthoor       | Porsche 4,0 l Flat-6           | M     | 52    | Abandon             |
| 19  | GTLM   | 25  | BMW Team RLL                    | Connor De Phillippi Alexander Sims | BMW M8 GTE                     | M     | 37    | Abandon             |
| 19  | GTLM   | 25  | BMW Team RLL                    | Connor De Phillippi Alexander Sims | BMW S63 4,0 l V8 Double Turbo  | M     | 37    | Abandon             |
| 20  | P      | 22  | Tequila Patrón ESM              | Pipo Derani Johannes van Overbeek  | Nissan Onroak DPi              | C     | 32    | Abandon             |
| 20  | P      | 22  | Tequila Patrón ESM              | Pipo Derani Johannes van Overbeek  | Nissan VR38DETT 3,8 l V6 Turbo | C     | 32    | Abandon             |
| 21  | P      | 85  | JDC Miller Motorsports          | Robert Alon Simon Trummer          | Oreca 07                       | C     | 20    | Abandon             |
| 21  | P      | 85  | JDC Miller Motorsports          | Robert Alon Simon Trummer          | Gibson GK428 4,2 l V8          | C     | 20    | Abandon             |
| 22  | P      | 38  | Performance Tech Motorsports    | James French Kyle Masson           | Oreca 07                       | C     |       | Abandon             |
| 22  | P      | 38  | Performance Tech Motorsports    | James French Kyle Masson           | Gibson GK428 4,2 l V8          | C     |       | Abandon             |

## Pole position et record du tour
- Pole position :  Juan Pablo Montoya (#6 Acura Team Penske) en 1 min 12 s 922
- Meilleur tour en course :  Felipe Nasr (#31 Whelen Engineering Racing) en 1 min 13 s 492 au 22e tour.

## Tours en tête
- no 6 Acura ARX-05 - Acura Team Penske : 23 tours (1-20 / 37-39)[20]
- no 31 Cadillac DPi-V.R - Whelen Engineering Racing : 16 tours (21-36)
- no 5 Cadillac DPi-V.R - Mustang Sampling Racing : 31 tours (40-70)

## À noter
- Longueur du circuit : 2,704 km
- Distance parcourue par les vainqueurs : 220,5 km